# Xesús Palmou
Xesús Carlos Palmou Lorenzo (Rodeiro, 17 de agosto de 1949) es un abogado y político español del Partido Popular de Galicia, doctorado en Derecho con su tesis "Verso sobre la histórica fórmula de contratos entre propietarios y caseros".

## Trayectoria
Comenzó su militancia política en el PP de Galicia en 1985, siguiendo una línea política autonomista y galleguista: propuesta de administración única, autoidentificación... marcada, en parte, por Xosé Cuiña, muy influyente en la comarca de Deza. En las elecciones municipales de 1987 salió elegido concejal de A Estrada, donde llegó a ser teniente de alcalde. En 1996 pasó a formar parte de la Junta de Galicia, al ser nombrado consejero de Justicia por Manuel Fraga Iribarne. Desde la consejería exigió la transferencia de competencias a la Junta de Galicia, la introducción del gallego en la Administración de Justicia y competencias policiales propias.

## Consejero de Justicia e Interior de la Junta de Galicia
El 22 de mayo de 1996 fue nombrado Consejero de Justicia, Interior y Relaciones Laborales, cargo desde el que impulsa el acuerdo entre la Junta de Galicia y las centrales sindicales para el crecimiento y el empleo. También, desde la misma Consejería, diseña y pone en marcha el "Plan de Infraestructuras y Modernización de Medios al Servicio de la Administración de Justicia", el "Plan Gallego para Parques Comarcales de Bomberos" y el "Plan de Casas Consistoriales para los ayuntamientos gallegos 1999-2003", además de dar un impulso definitivo al funcionamiento de la Sociedad Gallega de Medio Ambiente (Sogama), de la que fue presidente desde 1996 a 1998. En 1999 abandona la Consellería para hacerse cargo de la Secretaría General del Partido Popular de Galicia. Volvió a ser titular de esta consellería el 20 de junio de 2003, permaneciendo en el cargo hasta el 2 de agosto de 2005.

## Secretaría general
En 1999 fue elegido secretario general del PP de Galicia, sustituyendo a Xose Cuiña, que estaba al frente de la Consellería de Política Territorial. Desde la secretaría del partido y por indicación de Manuel Fraga, llevó a los órganos estatales del PP propuestas de resolución sobre el avance de la descentralización del Estado de la autonomía, un Senado autonómico y la participación autonómica en las instituciones europeas. Siguió con la línea idéntica de los años pasados, acudiendo regularmente a actos populistas, como a la romería del Monte Faro, junto a Manuel Fraga, Victorino Núñez, Cuiña o Juan Manuel Diz Guedes. Sin embargo, en la última legislatura de Manuel Fraga, llevó a cabo las directrices de José María Aznar, para minar la rebeldía de consejeros galeguistas como Cuiña o Aurelio Miras Portugal, tras la catástrofe del Prestige.

## Era Post-Fraga
Tras la derrota del PP de Galicia en las elecciones autonómicas de 2005, Palmou siguió siendo diputado autonómico, en la oposición. Participó activamente en la Ley de Derecho Civil de Galicia y propició, en la ponencia para la reforma del Estatuto de autonomía, importantes acuerdos con el BNG y el PSOE, aunque al final no llegó a un acuerdo, por la posición final de Alberto Núñez Feijoo en su encuentro con el presidente Touriño y con Anxo Quintana para acordar un texto definitivo. 
En 2010 fue miembro del Consejo de Cuentas, sustituyendo a Pedro Puy Fraga, tras el proceso renovador y recentralizador impulsado por Feijoo.

## Reconocimientos
En 2010 le fue concedida la Medalla del Mérito al servicio de la Abogacía.